# Tipula submaculata
Tipula submaculata är en tvåvingeart som beskrevs av Friedrich Hermann Loew 1863. Tipula submaculata ingår i släktet Tipula och familjen storharkrankar. Inga underarter finns listade i Catalogue of Life.